# 云南鹅耳枥
云南鹅耳枥（学名：Carpinus monbeigiana）为桦木科鹅耳枥属的植物，为中国的特有植物。分布于中国大陆的云南等地，生长于海拔1,700米至2,800米的地区，见于林中，目前尚未由人工引种栽培。

## 异名
- Carpinus monbeigiana Hand.-Mazz. var. weisiensis Hu